# Хронологія рекордів Європи з шосейної спортивної ходьби на 35 кілометрів серед жінок
Рекорди Європи зі спортивної ходьби на 35 кілометрів визнаються Європейською легкоатлетичною асоціацією з-поміж результатів, які показали легкоатлетки європейських країн на шосейних трасах просто неба, за умови дотримання встановлених вимог.
Перший офіційно визнаний рекорд Європи зі спортивної ходьби на 35 кілометрів був зафіксований 2022 року.

## Хронологія рекордів
| Час                                  | Атлетка             | Місто     | Дата       | Примітки    |
| ------------------------------------ | ------------------- | --------- | ---------- | ----------- |
| 2:39.16                              | Марія Перес Іспанія | Лепе      | 30.01.2022 | [ 1 ]       |
| 2:37.15                              | Марія Перес Іспанія | Подєбради | 21.05.2023 | [ 2 ] [ 3 ] |
| 1 рік, 362 дні від дати встановлення |                     |           |            |             |